# Zweiährige Wasserähre
Die Zweiährige Wasserähre (Aponogeton distachyos) ist eine amphibisch lebende Pflanze aus der Familie der Wasserährengewächse.

## Beschreibung
Die Pflanze bildet eine Knolle aus. Die Blätter sind linealisch eiförmig und wachsen aus einer Rosette heraus.

## Vorkommen
Die Pflanze hat ihr natürliches Verbreitungsgebiet in Südafrika. Sie ist darüber hinaus in vielen Ländern als Neophyt eingebürgert. So ist sie unter anderem in Gewässern Neuseelands, Frankreichs und Großbritanniens zu finden.

## Verwendung in der Aquaristik
Für Tropenaquarien eignet sich die Pflanze nicht, da sie hohe Temperaturen nicht verträgt. Im Kaltwasseraquarium ist sie dagegen pflegbar. Allerdings bildet die Pflanze nur Schwimmblätter aus.
Im Fachhandel wird die Pflanze jedoch häufig für die Bepflanzung von Gartenteichen angeboten und regelmäßig in Botanischen Gärten gepflegt. Wegen ihrer Tendenz zur Verwilderung ist jedoch Sorge zu tragen, dass sie nicht in natürliche Gewässer gelangt. Die gezielte Ansalbung, d. h. Ausbringung, in solchen Gewässern ist nach § 41 des deutschen Bundesnaturschutzgesetzes genehmigungspflichtig.

## Verwendung als Gemüse

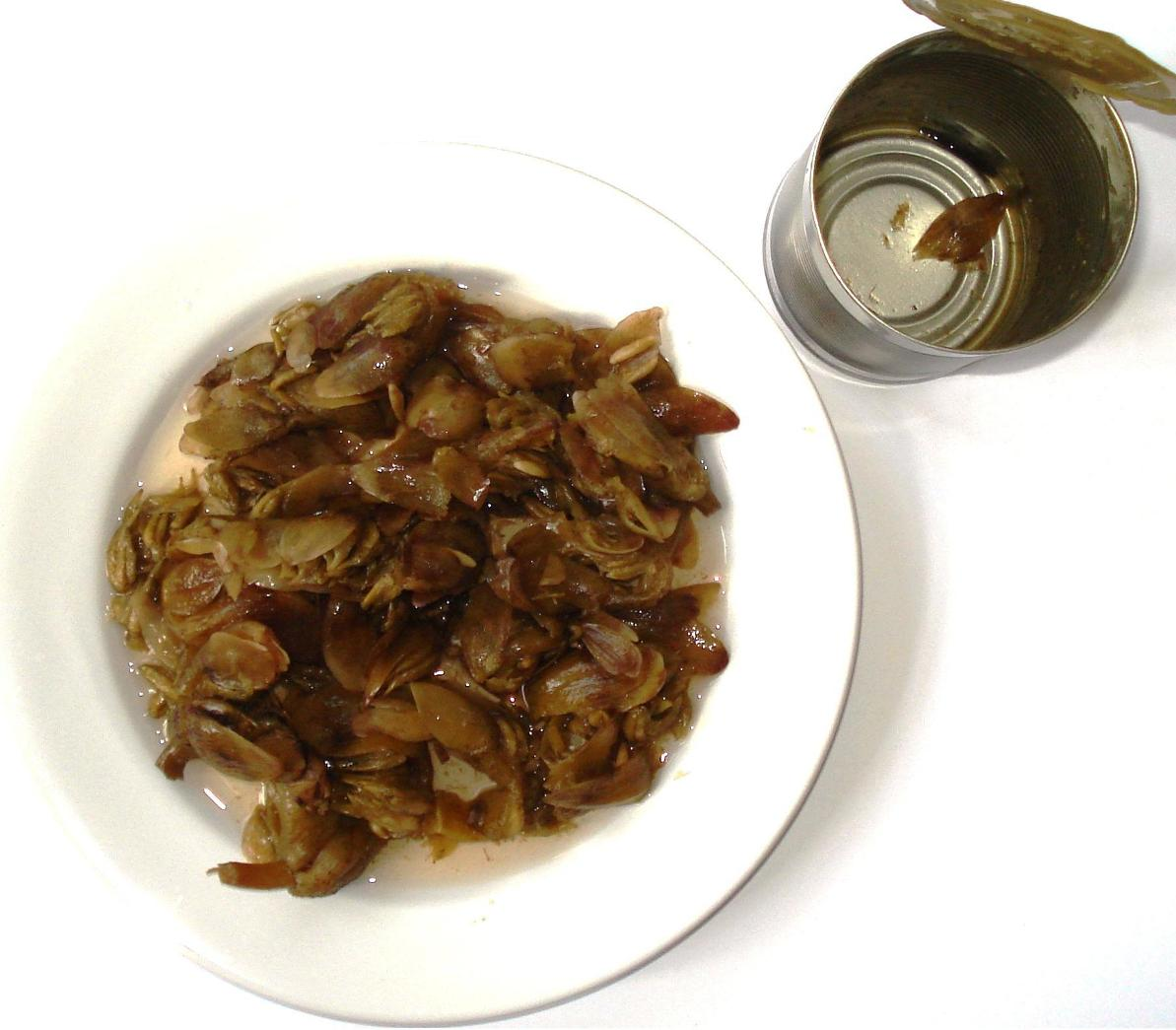
Waterblommetjies als Dosengemüse

In der südafrikanischen Küche werden die Blüten der Zweiährigen Wasserähre als Waterblommetjie  (niederländisch / afrikaans für „Wasserblume“) bezeichnet und als Gemüse gegessen.
Die Pflanzen werden in dafür angelegten flachen Teichen angebaut.
Die Blüten werden im Winter und Frühjahr gepflückt, sie sind als saisonales Frischgemüse oder ganzjährig in Dosen konserviert erhältlich.
Verwendet werden die Waterblommetjies in Suppen und Eintöpfen – insbesondere in dem (im Potjiekos zubereiteten) Waterblommetjie Bredie.
Der intensive Geschmack ist der von grünen Bohnen.